# Fontelo
Fontelo ist eine Gemeinde (Freguesia) im portugiesischen Kreis Armamar. In ihr leben 602 Einwohner (Stand 19. April 2021).